# Ognjan Nikołow
Ognjan Welikow Nikołow (bułg. Огнян Великов Николов, ur. 13 czerwca 1949 w Sofii) – bułgarski zapaśnik. Srebrny medalista olimpijski z Monachium.
Zawody w 1972 były jego jedynymi igrzyskami olimpijskimi. Walczył w stylu wolnym. Medal wywalczył w kategorii do 48 kilogramów, w finale pokonał go Roman Dmitrijew. Był brązowym medalistą mistrzostw świata w 1971. W 1974 triumfował w mistrzostwach Europy, w 1972 zajął trzecie miejsce na kontynentalnym czempionacie.